# Ваттенвіль
Ваттенвіль (нім. Wattenwil) — громада  в Швейцарії в кантоні Берн, адміністративний округ Тун.

## Географія
Громада розташована на відстані близько 21 км на південь від Берна.
Ваттенвіль має площу 14,5 км², з яких на 7,8% дозволяється будівництво (житлове та будівництво доріг), 40,9% використовуються в сільськогосподарських цілях, 49,5% зайнято лісами, 1,7% не є продуктивними (річки, льодовики або гори).

## Демографія
2019 року в громаді мешкало 3018 осіб (+13,7% порівняно з 2010 роком), іноземців було 3,9%. Густота населення становила 208 осіб/км².
За віковим діапазоном населення розподілялося таким чином: 22,6% — особи молодші 20 років, 57,1% — особи у віці 20—64 років, 20,3% — особи у віці 65 років та старші. Було 1283 помешкань (у середньому 2,3 особи в помешканні).
Із загальної кількості 1120 працюючих 96 було зайнятих в первинному секторі, 263 — в обробній промисловості, 761 — в галузі послуг.